# Lucien Coudert
Pour les articles homonymes, voir Coudert.
Lucien Coudert (1887 - 1982) est un avocat et homme politique français. Député du Tarn à trois reprises et maire de Castres, sa ville natale, il est aussi journaliste et poète.

## Biographie

### Grande Guerre et deux premiers mandats
Né le 28 juillet 1887 à Castres (Tarn), Lucien Coudert est issu d'une vieille famille castraise. Il fait ses études secondaires au collège de Castres, avant de les poursuivre à la faculté de droit de Toulouse. Une fois licencié en droit, il revient à Castres, où il devient avocat au barreau de la ville. Il en est d'ailleurs plusieurs fois bâtonnier, en 1925, 1932, 1937 et en 1948. Il est aussi rédacteur à La Dépêche du Midi, et publie en 1924 un recueil de poésie intitulé Quelques rimes.
En 1914, au commencement de la Première Guerre mondiale, il rejoint le front pour toute la durée du conflit, et obtient la croix de guerre. De 1919 à 1929 et de 1935 à 1940, il est premier adjoint au maire de Castres. Et entre 1925 et 1940, il représente la canton de Castres au conseil général du Tarn. Il devient aussi vice-président de la Fédération départementale des victimes de la guerre, entre 1919 et 1927.
Le 20 février 1927, en remplacement de Henry Simon (décédé le 2 décembre 1926), il est élu député du Tarn. En tant que candidat du cartel des gauches, il bat par 37 157 voix contre 32 786 François Reille-Soult. Il fait partie du groupe radical-socialiste, mais ne fait partie d'aucune commission en cette fin de législature. Un an plus tard, en 1928, à la fin de son mandat, il ne se représente pas.
Néanmoins, il est de retour aux élections de 1932 qu'il remporte au second tour face à M.Balayé (par 7 942 voix contre 5 630). Durant son mandat, il siège à la commission de l'aéronautique et à la commission de la législation civile et criminelle. En 1933, il propose aussi une loi sur l'âge de départ à la retraite des fonctionnaires, qui complète la l'article 11 de la loi du 30 juin 1923. Il se représente le 26 avril 1936, mais il est défait au premier tour avec 3 568 voix pour lui, 5 201 pour M. Dirat et 4 747 pour Salomon Grumbach, qui remportera les élections.
En 1938, il est titré chevalier de la Légion d'Honneur au titre de la Justice.

### Seconde Guerre mondiale, et troisième mandat
À la suite de la défaite de 1940, Lucien Coudert entre en Résistance. Il est finalement arrêté par les Allemands en 1944, et enfermé à Toulouse le 5 mars. Il n'est remis en liberté qu'avec la Libération.
Aux élections législatives du 17 juin 1951, il mène la liste du parti républicain radical et radical-socialiste, à la demande de ses anciens amis radicaux. Il est d'ailleurs le seul élu de sa liste, par 19.557 voix sur 155.152 votants. Il se montre actif pendant son mandat. Il est membre de la commission de la presse, de la commission des immunités parlementaires et de la commission de coordination chargée des questions relatives à la Communauté du charbon et de l'acier. Il est secrétaire puis vice-président de la commission de justice et de législation et est nommé juge suppléant de la Haute-Cour de justice. En 1952, il propose une loi sur la composition et l'élection de l'Assemblée de l'Union française et il est chargé de rapporter de multiples autres propositions de lois. De surcroit, il prend régulièrement la parole pour appuyer ou dénoncer différentes propositions. Il se représente en 1956 à la tête de liste du parti radical-socialiste, mais n'est pas élu, avec seulement 16.261 voix sur 171.002 votants.
Vaincu, il se retire définitivement à Castres, où il est maire depuis 1953. Il conserve ce poste jusqu'en 1971. Il décède finalement le 21 juillet 1982 à Castres.
Une rue à Castres porte son nom, l'Avenue Lucien Coudert.

## Sources
- « Lucien Coudert », dans le Dictionnaire des parlementaires français (1889-1940), sous la direction de Jean Jolly, PUF, 1960 [détail de l’édition]